# Benediktinski samostan Možac
Benediktinski samostan Svetega Gala v Možacu je samostan (v klavzuri od 1985), ki se nahaja na hribu Svetega duha/Santo Spirito, v kraju Možac/Moggio di Sopra, v nekdanji Videmski pokrajini in je del župnije Forania della Montagna, ki spada pod nadškofijo Videm.

## Zgodovina
Med letoma 1084 in 1085 je koroški palatin Kacelin podaril vse svoje imetje oglejskemu patriarhu s klavzulo, da bo na hribu Možac zgradil samostan benediktincev, na kraju rimske opazovalnice. Samostan benediktincev je bil ustanovljen že leta 1085, ustanovitelj je bil oglejski patriarh Friderik II. Češki, na mestu kjer je verjetno bila rimska opazovalnica, kot se da sklepati po plošči, ki je zazidana v steber križnega hodnika. Samostan je leta 1119 oglejski patriarh Ulrik I. Eppenštajnski posvetil Svetemu Galu in naj bi bil podrejen Samostanu Sankt Gallen v Švici. V kratkem času je pridobil gospostvo nad celotno dolino in obsežno posest ter fevde na različnih območjih Furlanije, Koroške in Karnije, pa tudi jurisdikcijo nad kraji Cavazzo, Dignano, Flaibano, Gorto, Osoppo, Pušja vas, Bistrica na Zilji, Vodnjan v Istri in Oprtalj v Istri. Privilegije in fevde je leta 1149 potrdil nemški kralj Konrad III., leta 1177 pa še cesar Friderik I. Barbarossa in papež Aleksander III.. Opatje iz Možaca so imeli tudi volilno pravico v Parlamentu furlanske krajine. V njihove spore o mejnih vprašanjih, najprej z goriškimi grofi in kasneje z občino Pušja vas, so se v 14. stoletju vpletli tudi avstrijski vojvode. Opatijo so zaprli leta 1776.
V 16. stoletju je bil vodja opatije opat sveti Karel Boromejski. Starodavni stolp, kjer je bil stoletja sedež opatijskega sodišča, so leta 1800 spremenili v zapor..
Opatijo je delno uničil potres v Furlaniji (1976), pred tem je bila poškodovana v potresu leta 1348 in 1511.
Od leta 1985 v delu samostanskega kompleksa deluje ženski samostan sester klaris, pri katerih velja stroga klavzura.

## Kronološki seznam opatov
- Bebolfo (1119)
- Ulrik (1136, morda umrl leta 1174)
- Ghislero (1180, 1194)
- Konrad (1197, 1217)
- Azzo (1222, 1230)
- Jakob (1231, 1242)
- Bernard (1247)
- Wezelo (1251, 1270)
- Friderik (1271, 1288)
- Bertold (1288-1329)
- Ghiberto (1329-1349)
- Guido di Montebello (1349-1366)
- Jacopo Bondi degli Oliari (1366-1390)
- Rodolfo (1390-1391)
- Franceschino dei Pittacoli (1391-1400)

Abati commendatari:
- Antonio Panciera (1400-1402)
- Corrado Caracciolo (1402)
- Tommaso Cavalcanti (1403-1430)
- Biagio Molin (1431-1447)
- Pietro Barbo (1447-1467)
- Giovanni Battista Zeno (1467-1501)
- Sebastiano Priuli (1501-1502)
- Ludovico Podocataro (1502-1504)
- Livio Podocataro (1506-1556)
- Carlo Carafa (1556-1561)
- Carlo Borromeo (1561-1567)
- Bartolomeo di Porcia (1567-1573)
- Giacomo Rudio (1573-1588)
- Giovanni Febo (1588)
- Lodovico Fuligno o Fulgini (1588)[4]
- Gian Francesco Morosini (1591-1595)
- Agostino Morosini (1596-1628)
- Vettor Grimani Calergi (1628-1665)
- Flavio Chigi (1667)
- Giovanni Dolfin (1667-1673)
- Daniele Dolfin (1673-1704)
- Giovanni Alberto Badoer (1706-1714)
- Daniele Dolfin (1717-1762)
- Felice Faustino Savorgnano (1762-1776)